# Zygmunt Sobień
Zygmunt Sobień (ur. 1934 w Radomiu, zm. 24 kwietnia 2016 w Radomiu) – polski artysta fotograf, uhonorowany tytułami Artiste FIAP (AFIAP) oraz Excellence FIAP (EFIAP). Członek nadzwyczajny Fotoklubu RP. Członek rzeczywisty i Artysta Fotoklubu Rzeczypospolitej Polskiej (AFRP). Prezes Zarządu Radomskiego Towarzystwa Fotograficznego.

## Życiorys
Zygmunt Sobień związany z radomskim środowiskiem fotograficznym, mieszkał i pracował w Radomiu – parał się fotografią od 1953 roku, począwszy od zajęć w Zakładowym Domu Kultury Walter w Radomiu. Był instruktorem fotografii kategorii I i II. W 1961 roku został członkiem Radomskiego Towarzystwa Fotograficznego, w którym (m.in.) przez trzy kadencje pełnił funkcję prezesa Zarządu RTF. W latach 1976–2000 jako współorganizator aktywnie uczestniczył w cyklicznym (początkowo ogólnopolskim) – późniejszym Międzynarodowym Salonie Fotograficznym Dia-Pol. Zygmunt Sobień jest autorem i współautorem wielu wystaw fotograficznych; indywidualnych i zbiorowych; krajowych i międzynarodowych, poplenerowych oraz pokonkursowych, na których zdobył wiele nagród, wyróżnień, dyplomów, listów gratulacyjnych. 
Szczególne miejsce w twórczości Zygmunta Sobienia zajmowała fotografia pejzażowa, przyrodnicza oraz fotografia architektury. W latach 1996–2012 był członkiem nadzwyczajnym Fotoklubu RP. W 2012 roku został przyjęty w poczet członków rzeczywistych Regionu Radomskiego Fotoklubu Rzeczypospolitej Polskiej Stowarzyszenia Twórców. Decyzją Komisji Kwalifikacji Zawodowych Fotoklubu RP, otrzymał dyplom potwierdzający kwalifikacje do wykonywania zawodu artysty fotografa, fotografika (legitymacja nr 324). 
Zygmunt Sobień zmarł 24 kwietnia 2016, w wieku 82 lat – pochowany 27 kwietnia na cmentarzu komunalnym w Radomiu, przy ulicy Ofiar Firleja 45 (nabożeństwo żałobne odprawiono w Kościele Matki Bożej Królowej Świata przy ul.Grzybowskiej 22).

## Odznaczenia
- Srebrny Krzyż Zasługi
- Medal 150-lecia Fotografii (1989)
- Odznaka „Zasłużony Działacz Kultury”

Źródło